# Robson Marinho
Robson Riedel Marinho (Belo Horizonte, 7 de janeiro de 1950) é um político brasileiro. Exerceu o mandato de deputado federal constituinte em 1988. Foi secretário-chefe da Casa Civil do governo do estado de São Paulo (1995-97). Exerceu o mandato de presidente do Tribunal de Contas do Estado de SP (2000-06). Atualmente, está na condição de conselheiro afastado por acusação de lavagem de dinheiro.

## Vida acadêmica
Matriculou-se no curso de Ciências Jurídicas da Faculdade de Direito do Vale do Paraíba (Univap), de São José dos Campos, em 1969, graduando-se em 1973.

## Carreira política

### MDB/PMDB (1969-1988)

#### Vereador de São José dos Campos
Em 1969, mesmo ano em que entrou para o ensino superior, começou a sua vida pública, quando foi eleito para o cargo de vereador para a Câmara Municipal de São José dos Campos. Permaneceu como legislador do município até 1974.

#### Deputado estadual
Neste ano, foi eleito deputado estadual pelo MDB para a Assembleia Legislativa de São Paulo com 44.620 votos, o 8º concorrente mais votado no estado. Em sua primeira legislatura na ALESP, exerceu a função de vice-líder do partido entre 1975 e 1976 e depois passou à liderança da bancada de 1977 a 1978.
Reeleito em 1979, chegou à presidência da Casa, ficando no posto por dois anos, entre 15 de março de 1979 e 15 de março de 1981. Após a abolição do sistema bipartidário, filiou-se ao Partido do Movimento Democrático Brasileiro, que deu prosseguimento ao extinto MDB. Integrante da União Parlamentar Interestadual (UPI), participou de missões oficiais a Portugal, à Espanha, à França, à Inglaterra, à Suíça e à Alemanha no ano de 1981.
Beneficiado pela Carteira de Poupança da Assembleia Legislativa, criada em 1976, passou a receber uma aposentadoria de R$ 3.000,00 depois que deixou o cargo. O benefício a Marinho e outros ex-deputados continuou a ser pago mesmo depois de 1991, quando a Caixa da Previdência foi extinta, em razão do princípio da não-retroatividade da lei.

#### Prefeito de São José dos Campos
Robson Marinho não chegou a concluir o segundo mandato de deputado estadual para se candidatar, em 1982, à Prefeitura de São José dos Campos. Ainda no PMDB, conseguiu se eleger por ampla margem para o executivo municipal. Ele recebeu 66.681 votos dos joseenses (55,09%). O segundo colocado, Jose de Castro Coimbra, do PDS, obteve apenas 15.395 (12,72%).
Em 1985, a convite do governo dos Estados Unidos da América, fez uma visita oficial aos norte-americanos. Permaneceu no cargo de prefeito até 1986, deixando o município nas mãos do vice-prefeito Hélio Augusto de Souza com o intuito de tentar uma vaga na Câmara Federal, que seria a responsável pela formulação de uma nova Constituição para o Brasil.

#### Deputado federal constituinte
No pleito, Marinho foi o 12º deputado federal mais votado do estado de São Paulo com 105.996 votos, atrás de figuras conhecidas do eleitorado paulista, como Luiz Inácio Lula da Silva (PT), Ulysses Guimarães (PMDB), Guilherme Afif Domingos (PL), José Serra (PMDB) e Geraldo Alckmin Filho (PMDB).
Acabou nomeado vice-líder do PMDB na Assembleia Nacional Constituinte. Sob essa condição entre 1987 a 1988, fez parte de duas comissões para a formulação da Carta Magna. Era titular na Comissão da Organização Eleitoral, Partidária e Garantia das Instituições e suplente na Comissão da Organização dos Poderes e Sistema de Governo. No ano de 1987, também integrou duas subcomissões: do Sistema Eleitoral e Partidos Políticos e a do Poder Legislativo.
Em relação a algumas votações na Assembleia Constituinte, fez coro contrário à pena de morte, às restrições do direito da propriedade privada, à pluralidade de sindicatos, ao presidencialismo – adiantando a simpatia pelo PSDB, à apropriação pelo Estado sistema financeiro e ao mandato quinquenal ao presidente José Sarney. No campo do trabalho, posicionou-se contra a estabilidade no trabalho e as 40 horas de carga horário semanal no emprego.
Manifestou-se favoravelmente à exclusão da política externa de nações pautadas na discriminação racial, ao mandado de segurança coletivo, à prática do aberto, ao aviso prévio proporcional, a uma limitação da ordem de 12% da incidência de juros reais e à desapropriação de propriedades produtivas.
Dentre os pleitos considerados importantes, não marcou presença nas votações sobre a nacionalização do subsolo – a exclusividade brasileira na exploração de recursos naturais, por exemplo – e a instituição de um fundo para a promoção da reforma agrária.

### PSDB (1988-)
Em 25 de junho 1988, é criado mais um partido, o Partido da Social Democracia Brasileira (PSDB), composto basicamente por dissidentes do PMDB. Robson Marinho está lista dos mais de 40 deputados constituintes que decidem trocar as suas antigas agremiações partidárias pela sigla nascente, cujas lideranças eram antigos emedebistas, como Fernando Henrique Cardoso, Mário Covas e Franco Montoro. Esse movimento possibilitou à legenda, em seu ano de estreia, ter a terceira maior bancada da Câmara dos Deputados, superada pelo próprio PMDB e pelo PFL.
Foi designado Primeiro-Vice-Líder dos tucanos em 1989, ficando nessa posição até o ano seguinte. Em 1990, busca a reeleição para a Câmara, mas não obtém a votação suficiente, deixando o cargo parlamentar no final daquele ano. Apesar de ter sido cotado para concorrer a mais um mandato em São José dos Campos, seu berço político, decide não sair candidato nas eleições municipais de 1992.
Considerado o homem de confiança de Mário Covas, Marinho tornou-se, em 1994, o coordenador geral de campanha que elegeria, naquele ano, o senador peessedebista governador do estado de São Paulo. No segundo turno, realizado no dia 15 de novembro, 8.661.960 (56,12%) paulistas escolheram a chapa de Covas "Compromisso com São Paulo", formada por PSDB e PFL,  para comandar o Palácio dos Bandeirantes nos quatro anos seguintes. Quem saiu derrotado foi o candidato da chapa "Aliança Trabalhista", composta por PDT, PV e PRB e encabeçada pelo pedetista Francisco Rossi, que contou com o apoio de 6.771.454 de pessoas (43,88%).

#### Secretário-chefe da Casa Civil
O novo governador de São Paulo nomeou Robson Marinho secretário-chefe da Casa Civil do governo em janeiro de 1995. Até então, a pasta não existia no estado e acabou elevada por Mário Covas ao status de secretaria. Como primeira ação, Marinho anunciou que a administração estadual divulgaria o nome e o salário de funcionários "fantasmas", uma medida de enxugamento de gastos para sanear as contas públicas.
Principal articulador político do governo, era responsável também por ajudar no preenchimento de cargos de confiança. Essas definições se davam geralmente depois de reuniões agendadas no gabinete do secretário. Da mesma forma, estavam sendo discutidas trocas no segundo e terceiro escalões da administração. Covas e Marinho pretendiam deixar o PMDB de fora dessa distribuição, ainda que isso custasse ao partido a maioria na Assembleia Legislativa.
No começo de 1997, iniciou-se uma especulação sobre quem substituiria José Luiz de Anhaia Mello no conselho do Tribunal de Contas do Estado de São Paulo (TCE-SP) - seria a primeira nomeação ao Tribunal promovida pelo governador Mário Covas. Anhaia Mello foi aposentado compulsionariamente depois de completar 70 anos de idade em março. O escolhido de Covas acabou sendo o seu próprio secretário-chefe da Casa Civil Robson Marinho, que foi empossado no dia 28 de abril daquele ano. Para o lugar de Marinho na secretaria, entrou o deputado estadual do PSDB e até então líder do governo na ALESP, Walter Feldman.